# Enhydrina
É um gênero de serpentes marinhas. Uma das mais venenosas serpentes-marinhas, a Enhydrina schistosa, faz parte deste gênero.